# Бен-Давид, Лихи
Лихи Бен-Давид (ивр. ליהיא בן-דוד‎; род. 8 декабря 1995) — израильская голболитска. В составе команды Израиля серебряный призёр летних Паралимпийских игр 2024 года в женском турнире по голболу.

## Личная жизнь
Лихи Бен-Давид страдает от макулодистрофии, заболевания, при котором поражается сетчатка глаза и нарушается центральное зрение. Пользуется помощью собаки-поводыря.
Прошла национальную службу в Израиле. Изучала физкультуру в Институте имени Вингейта, работает тренером по голболу в Иерусалиме и Беэр-Шеве.
Её брат-близнец Ор Бен-Давид также играет в голбол и является членом мужской национальной сборной Израиля.

## Карьера
Лихи Бен-Давид начала играть в голбол в возрасте 11 лет и уже в этом возрасте вошла в состав женской сборной Израиля.
В 2015 году благодаря победному голу на Всемирных играх IBSA, израильская команда завоевала золотые медали и обеспечила себе место на летних Паралимпийских играх 2016 года. В ходе чемпионата Европы по голболу 2019 года Бен-Давид суммарно забила 32 гола, а сборная Израиля заняла второе место и квалифицировалась на летние Паралимпийские игры 2020 года.
Второе место на чемпионате Европы 2023 года обеспечило израильской женской сборной по голболу участие в Паралимпиаде-2024. Бен-Давид была выбрана одним из знаменосцев (вместе с Адамом Бердичевским) делегации Израиля на церемонии открытия Паралимпийских игр в Париже. По результатам женского турнира по голболу израильская команда завоевала «серебро», а Бен-Давид с 14 голами стала её лучшим бомбардиром.